# Сражение при Локвата
 Тази статия е за битката от 20 юли 1903 година по време на Илинденското въстание.  За битката от 31 май 1903 година вижте сражение при Локвата и Виняри.  
Сражението при Локвата е битка по време на Илинденско-Преображенското въстание между чети на Вътрешната македоно-одринска революционна организация с османски войски в местността Локвата в Дъмбенската планина.
На 29 юли 1903 година турски аскер от 1 000 души с горска артилерия пристига от Костур в Дъмбени, като започва да опожарява селото и да избива местното население. Същия ден срещу тях се насочва отряд от чети на ВМОРО под ръководството на Иван Попов. Четниците заемат върховете Тиза, Франговица, Арамийските падини и Локвата край опожареното Дъмбени. Артилерийски огън от връх Белата лиска се открива срещу въстаниците, идващи откъм Косинец, но отделение от четата приближава и ги принуждава да се оттеглят. В сражението загиват 20 души аскери, двама са пленени заедно със сигнална тръба. С настъпването на вечерта турският аскер се прибира в Костур. След това сражение се взема решение за общо нападение на костурските и леринските чети на Писодер.